# Мухамед Латиф
Мухамед Латиф (محمد لطيف  23. октобар 1909 — 17. март 1990) био је египатски професионални фудбалер. Играо је за клубове Замалек из Египта и Рејнџерсе из Шкотске као и за репрезентацију Египта. 

## Каријера
Латиф је помогао египатској репрезентацији да се квалификује за Светско првенство 1934. постигавши три гола фудбалској репрезентацији Палестине током квалификационих рунди. Играо је и на финалном турниру у једином мечу Египта, против Мађарске.
После Светског првенства, Латиф је дошао у Глазгов, као и голман Мустафа Мансур, на предлог селектора Египта, Шкота Џејмса Мекриа. Своју једину утакмицу за Рејнџерсе је одиграо у сезони 1935/36, против Хибса. 
Године 1936. био је део египатског тима који је играо на Олимпијском турниру у Берлину.
Потом је радио као тренер Замалека 1950-их и касније. Најпознатији је по својој улози спортског спикера деценијама пре његовог пензионисања и каснијег одласка.